# Gonomyia remota
Gonomyia remota là một loài ruồi trong họ Limoniidae. Chúng phân bố ở vùng Tân nhiệt đới.